# Eubucco versicolor
Eubucco versicolor là một loài chim trong họ Capitonidae.